# Општина Шкоцјан
Општина Шкоцјан (словен. Škocjan) је једна од општина Југоисточне Словеније у држави Словенији. Седиште општине је истоимени градић Шкоцјан.

## Природне одлике
Рељеф: Општина Шкоцјан налази се у југоисточном делу државе. Општина обухвата источни део историјске покрајине Долењске. У јужном делу налази се равница уз доњи ток реке Крке, а на северу Долењско горје.
Клима: У општини влада умерено континентална клима.
Воде: Река Крка, која је јужна граница општине, је најзначајнији водоток у њој. Сви други водотоци су мањи и њене су притоке.

## Становништво
Општина Шкоцјан је средње густо насељена.

## Насеља општине
| - Бучка - Велике Пољане - Горење Доле - Горење Радуље - Горишка Гора - Горишка Вас при Шкоцјану - Горња Стара Вас - Грмовље - Добрава при Шкоцјану - Добрушка Вас | - Долење Доле - Долење Радуље - Долња Стара Вас - Дуле - Габрник - Заборшт - Заград - Залог при Шкоцјану - Завинек - Злогање | - Јарчји Врх - Јелендол - Јерман Врх - Кленовик - Мачковец при Шкоцјану - Мале Пољане - Мочвирје - Осречје - Рухна Вас - Сегоње | - Стара Бучка - Стопно - Страње при Шкоцјану - Томажја Вас - Храстуље - Худење - Чучја Млака - Шкоцјан - Штрит |  |